# .ai
.ai es el dominio de nivel superior de código de país de Internet (ccTLD) para Anguila, un territorio británico de ultramar en el Caribe. Es administrado por el gobierno de Anguila. 
Es popular entre empresas y proyectos relacionados con la industria de la inteligencia artificial (IA).

## Registros de segundo y tercer nivel
Los registros dentro de off.ai, com.ai, net.ai y org.ai están disponibles sin restricciones en todo el mundo. Desde el 15 de septiembre de 2009, los registros de segundo nivel dentro de .ai están disponibles para todos en todo el mundo.

## Registro
El plazo mínimo de registro permitido para los dominios .AI es de 2 años para el registro y 2 años para la renovación. La autoridad encargada de administrar esta extensión es “WHOIS.AI”. Las inscripciones comenzaron el 1995-02-16. Los nombres de dominios pueden tener un mínimo de 2 caracteres y un máximo 63 caracteres. No hay requisitos para registrar dominios, cualquiera puede registrarlos, residentes locales y extranjeros.
El dominio .AI puede suspenderse o revocarse, si el dominio se basa en alguna actividad ilegal, como violar marcas comerciales o derechos de autor. El uso no debe violar las leyes de Anguila.
Anguila usa la Política de Resolución de Nombres de Dominios Uniforme (UDRP, por sus siglas en inglés).  Para presentar una impugnación de la UDRP, se debe utilizar uno de los proveedores de servicios de resolución de disputas aprobados por ICANN. Si el dominio está registrado con un registrador acreditado de la ICANN, se debe resolver la impugnación con un árbitro. Por lo general, esto significa no hacer nada o hacer la transferencia de un dominio. Los dominios .ai son transferibles a cualquier registrador que se desee, ya que el registro de dominio se realiza manteniendo una EPP.
El conjunto de caracteres admitido por el dominio .ai incluye caracteres de A-Z y  0-9 y guion. A partir de noviembre de 2021, los dominios .ai no admiten caracteres IDN. La subasta de dominios .ai vencidos se realiza cada diez días, donde los dominios vencidos se pueden adquirir a través del proceso de subasta.
Al 1 de diciembre de 2024, hay 556.168 dominios .ai registrados activos. Un aumento de 62,28% respecto al 1 de enero de 2024.

## Valoración
Los dominios cuestan $100 por cada período de dos años. A partir de noviembre de 2021, el registro ".ai" admite el Protocolo de aprovisionamiento extensible (EPP). En consecuencia, muchos registradores pueden vender dominios ".ai". Por esta razón, el ccTLD .ai también ha sido popular entre las empresas y organizaciones de inteligencia artificial. Aunque estas tendencias se observan principalmente entre las nuevas empresas o startups basadas en IA. Muchas empresas de tecnología e inteligencia artificial establecidas prefirieron no optar por el dominio .ai. Por ejemplo, DeepMind tiene su dominio retenido en .com; Facebook ha redirigido su dominio facebook.ai a ai.facebook.com.
En noviembre de 2021, expert.ai es el dominio .ai más valorado que se haya vendido hasta la fecha. La venta fue negociada y mediada por Sedo en junio de 2020 y se finalizó en 95.000 euros (unos 108.000 dólares).

## Impacto en la economía de Anguila
Las tarifas de registro obtenidas de los dominios .ai van a la tesorería del Gobierno de Anguila. Según un informe del New York Times, en 2018, los ingresos totales generados por la venta de dominios .ai fueron de 2,9 millones de dólares.